# TripleA

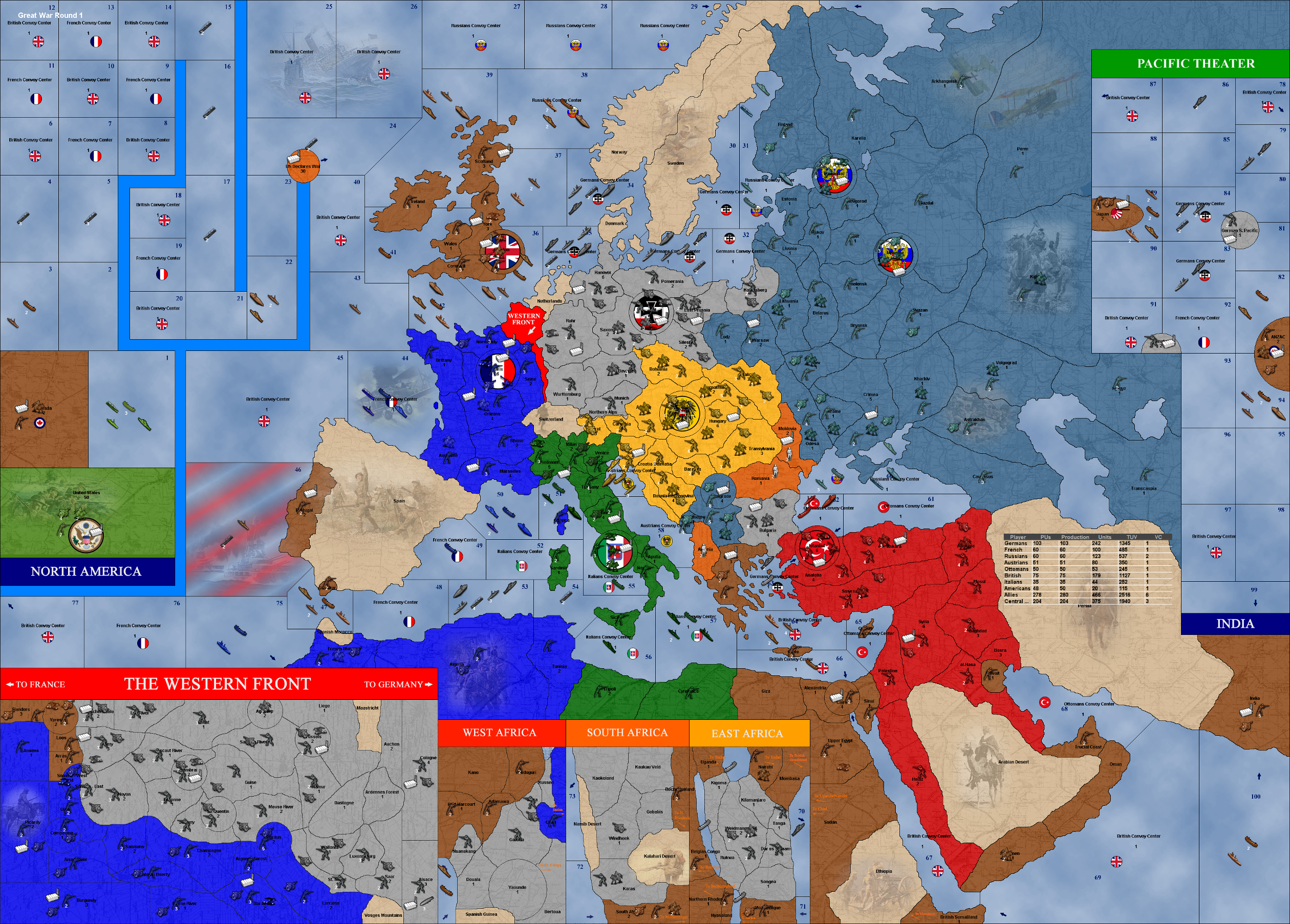
Screenshot eines Erste-Weltkriegs-Themas für TripleA

TripleA ist ein kostenloses, quelloffenes (unter GPL erschienenes) rundenbasiertes Strategiespiel, das auf dem Axis-&-Allies-Brettspiel basiert und am Computer gespielt wird.

## Beschreibung
TripleA ist mit dem klassischen Brettspiel Risiko vergleichbar. Es wurden verschiedene Szenarien und Karten für das Spiel entwickelt, wobei unterschiedlichste Regeln, Einheiten und Spielmodifikationen ermöglicht werden.
TripleA ist in der Programmiersprache Java geschrieben und kann plattformunabhängig gespielt werden.
Für Mehrspieler-Echtzeit-Strategiespiele wird eine Lobby zur Verfügung gestellt. Durch diese kann ein Spiel erstellt oder anderen Spielen beigetreten werden und somit schnell ein Gegner gefunden werden.
Dazu gibt es in TripleA die Möglichkeit, via Play-by-E-Mail (PBEM) gegen andere Spieler zu spielen. Schließlich bleibt noch ein Einzelspielermodus, bei dem gegen einen Computergegner gespielt werden kann.